# St. Oswald (Gemeinde Eberstein)

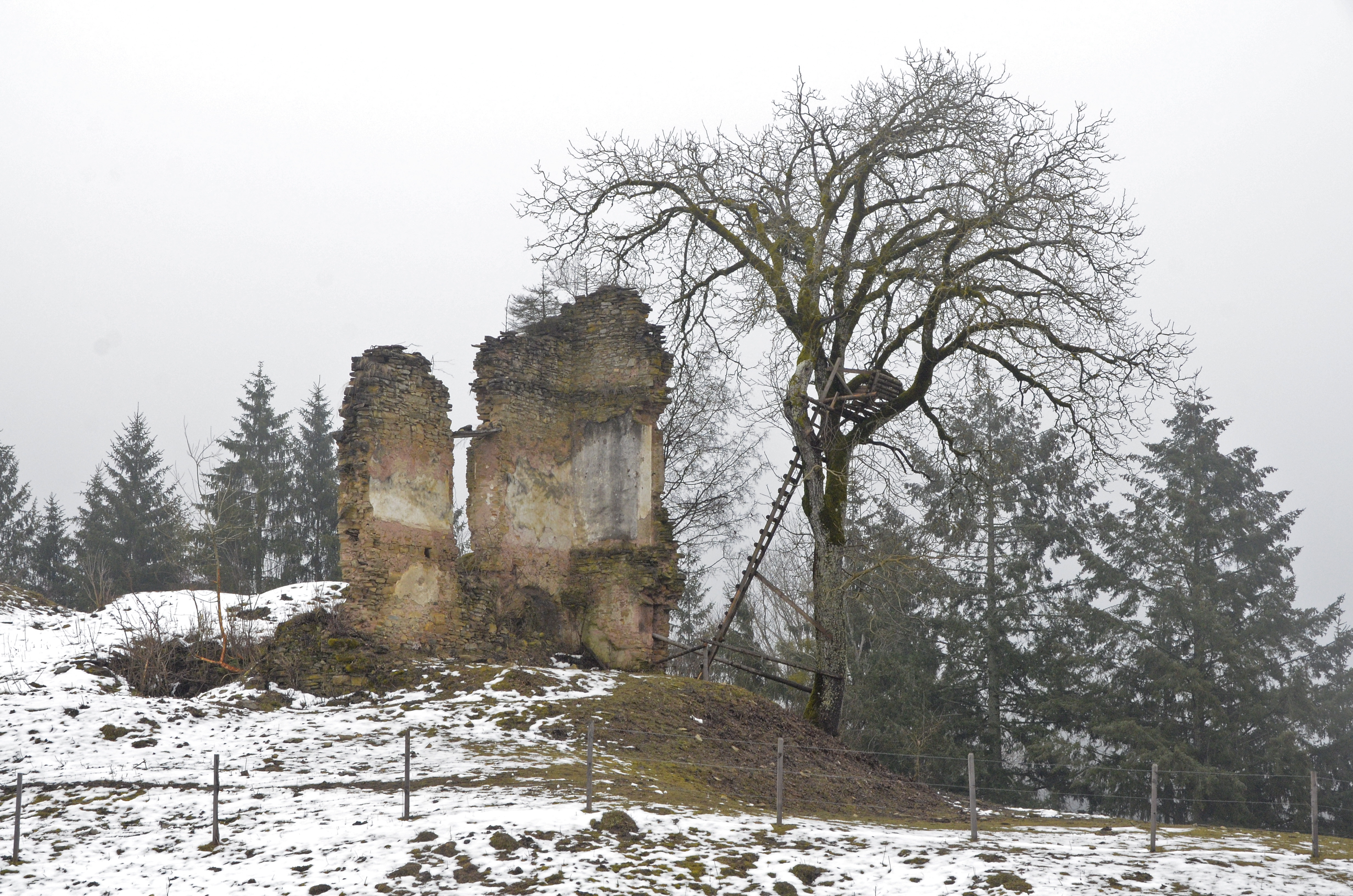
Burgruine Gillitzstein

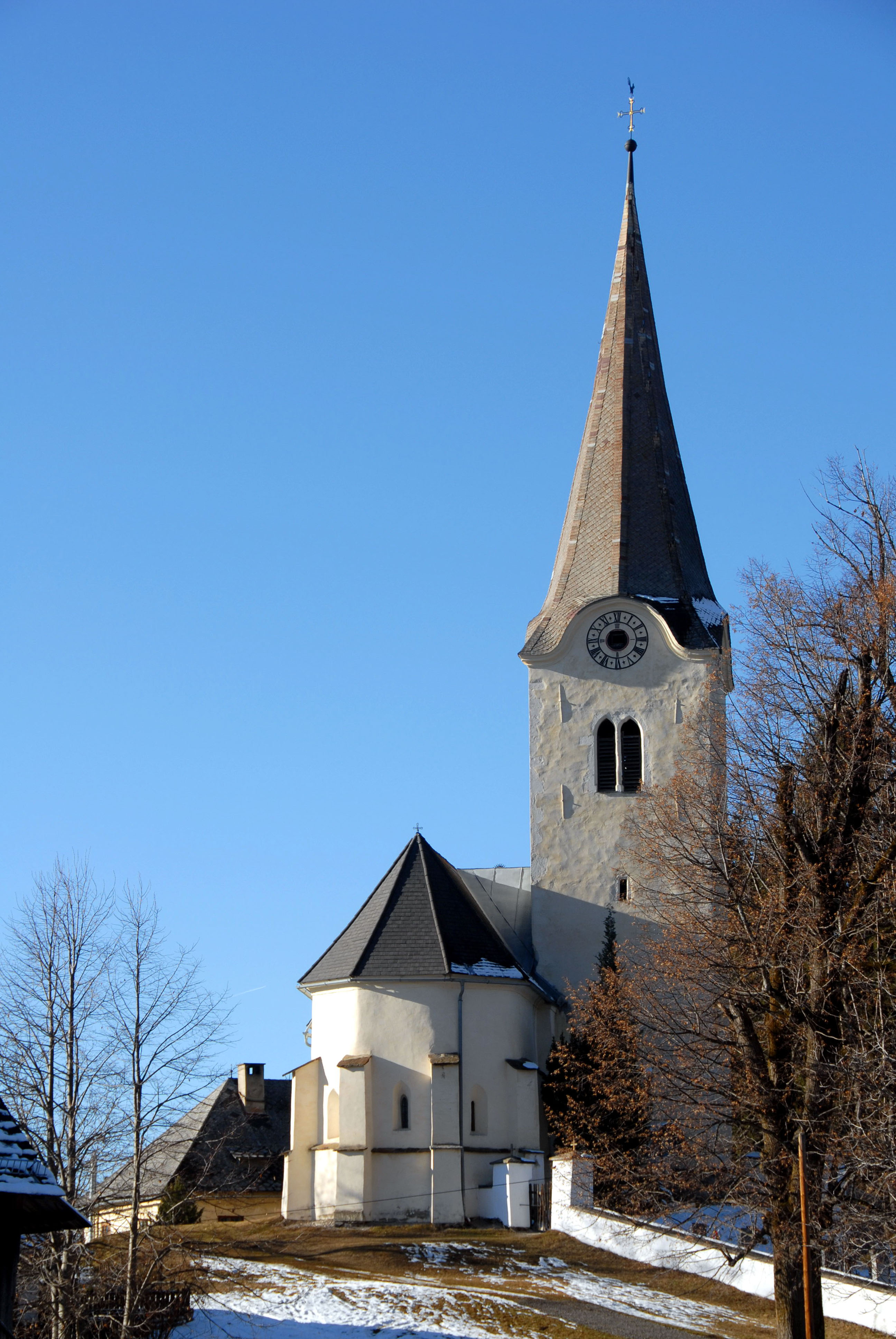
Pfarrkirche Sankt Oswald

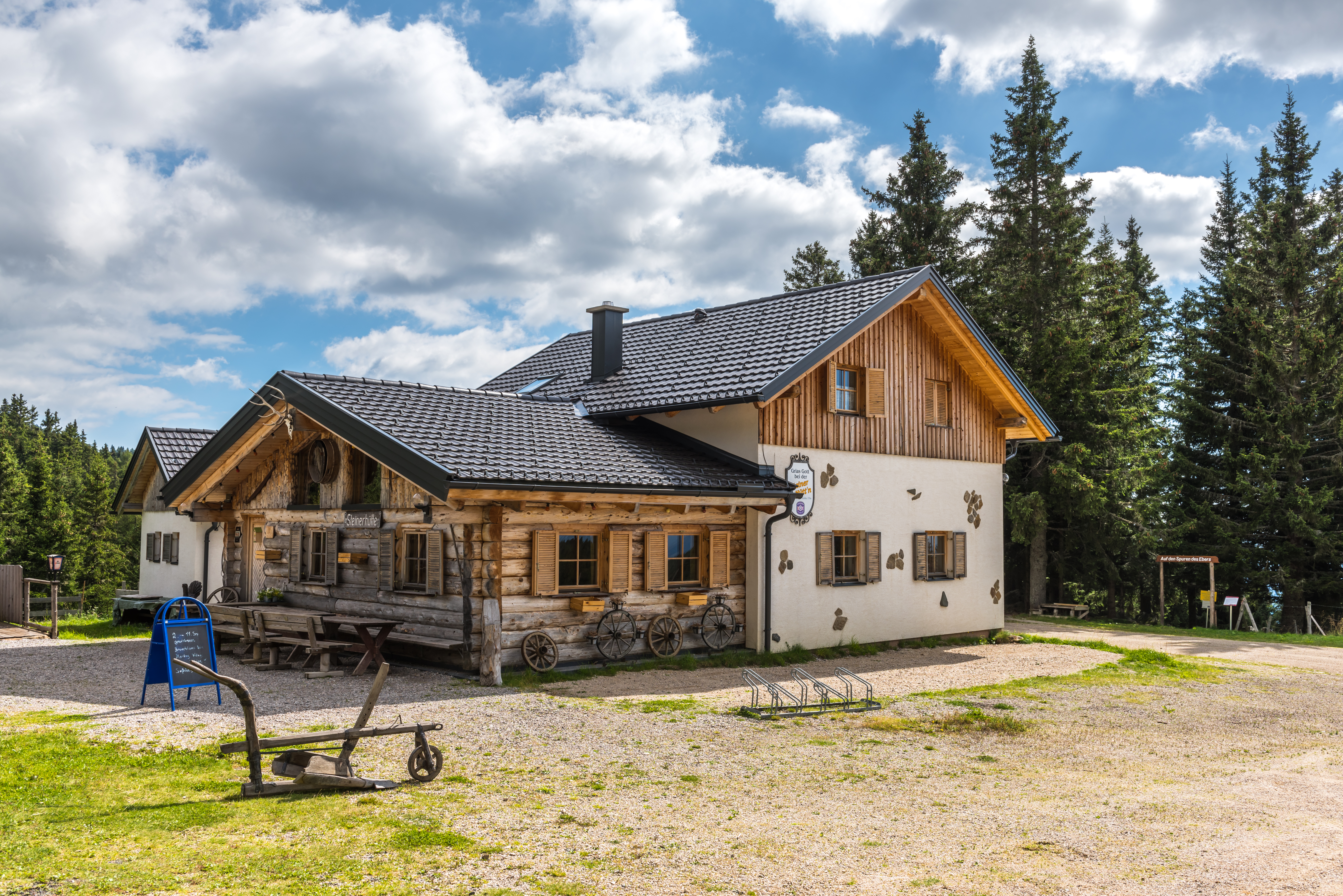
Steinerhütte

St. Oswald ist eine Ortschaft in der Gemeinde Eberstein im Bezirk Sankt Veit an der Glan in Kärnten (Österreich). Die Ortschaft hat 78 Einwohner (Stand 1. Jänner 2024).

## Lage
Die Ortschaft liegt im Osten des Bezirks Sankt Veit an der Glan, im Nordosten der Gemeinde Eberstein, auf dem Gebiet der Katastralgemeinde St. Oswald an den westlichen Hängen der Saualpe.
Im Ort werden folgende Hofnamen geführt: Luxenhofer (Nr. 3), Vigelter (Nr. 5), Jochernig (Nr. 6), Matschnig (Nr. 8), Groinig (Nr. 9), Messnerei (Nr. 10), Gasul (Nr. 11), Petschnig (Nr. 13), Hörmanig (Nr. 14), Unterer Stücklberger (Nr. 17), Labak (Nr. 18), Pongraz (Nr. 19), Altes Curatenhaus (Nr. 21), Amrizer (Nr. 23), Farchanig (Nr. 24), Stammer (Nr. 25), Unterer Winkler (Nr. 28), Hoblacher (Nr. 33), Tscheppe (Nr. 34), Hölbling (Nr. 35), Rezer (Nr. 36), Lobnig (Nr. 37), Mathl (Nr. 38), Grobernig (Nr. 39), Trattenbauer (Nr. 40), Neukeusche (Nr. 40a), Weber (Nr. 46), Besenbacher (Nr. 54), Jagdhaus Wriessnig (Nr. 56), Steinerhütte/Rauscherhütte (Nr. 57), Druckerhütte (Nr. 58), Thersaler Zeche und Gypfleralpe.

## Geschichte
Auf dem Gebiet der Steuergemeinde St. Oswald liegend, gehörte der Ort in der ersten Hälfte des 19. Jahrhunderts zum Steuerbezirk Eberstein. Bei Bildung der Ortsgemeinden im Zuge der Reformen nach der Revolution 1848/49 kam St. Oswald an die Gemeinde Eberstein.

## Kultur und Sehenswürdigkeiten

### Pfarrkirche Heiliger Oswald
Der einschiffige Bau mit spätgotischem Chor wird erstmals 1369 urkundlich genannt. Restaurierungen erfolgten in den Jahren 1880, 1929 und 2000.

### Ehemalige Volksschule
Sankt Oswald Nummer 15. Der im Jahre 1893 errichtete eingeschoßige Holzbau steht über einem Mauersockel und stammt von Michael Wank. 90 Jahre lang (1895 bis 1985) wurde dort unterrichtet. 1995 erfolgte eine Adaptierung des dunkelbraunen Holzhauses.

### Ruine Gillitzstein
Die Ruine Gillitzstein liegt auf einer Hangplatte nördlich von Eberstein gegen Sankt Oswald. Erkennbar sind Reste eines kleinen, vorwiegend neuzeitlichen Schlosses über rechteckigem Grundriss. Es war der Gewerkensitz des Gillitzsteiner Floßofen- und Hochofenbetriebes.

### Matschnig-Kreuz
Das aus dem Ende des 18. Jahrhunderts stammende Kreuz befindet sich bei vulgo Matschnig.

## Bevölkerungsentwicklung
Für die Ortschaft ermittelte man folgende Einwohnerzahlen:
- 1854: 343 Einwohner[3]
- 1869: 51 Häuser, 370 Einwohner[4]
- 1880: 48 Häuser, 287 Einwohner[5]
- 1890: 43 Häuser, 286 Einwohner[6]
- 1900: 44 Häuser, 280 Einwohner[7]
- 1910: 46 Häuser, 285 Einwohner[8]
- 1923: 44 Häuser, 205 Einwohner[9]
- 1934: 231 Einwohner[10]
- 1961: 42 Häuser, 150 Einwohner[11]
- 2001: 104 Gebäude (davon 39 mit Hauptwohnsitz) mit 104 Wohnungen; 133 Einwohner und 24 Nebenwohnsitzfälle; 49 Haushalte; 7 Arbeitsstätten, 28 land- und forstwirtschaftliche Betriebe[12]
- 2011: 110 Gebäude, 128 Einwohner, 49 Haushalte, 11 Arbeitsstätten[13]
- 2021: 102 Gebäude, 85 Einwohner, 47 Haushalte, 17 Arbeitsstätten[14]